# Jean Ollivier
Yves Ollivier, noto anche come Jean Ollivier (Plourivo, 14 aprile 1925 – Parigi, 30 dicembre 2005), è stato un illustratore e giornalista francese. Fu anche autore di letteratura per ragazzi. Ha iniziato la carriera nel 1947 nel giornale Vaillant, dove è stato caporedattore dal 1949 al 1958. È stato il prolifico creatore di numerose serie come Yves le Loup con René Bastard nel 1947, Ragnar con Eduardo Coelho nel 1955, Loup Noir con Kline nel 1969 o Docteur Justice con Marcello nel 1970. Ha anche preso il posto di Jean-Michel Charlier come sceneggiatore della serie Barbarossa con Christian Gaty ai disegni dal 1987.

## Biografia

### Gli inizi
Jean Ollivier ha iniziato la sua carriera come giornalista presso Avant-garde un mensile legato al movimento giovanile comunista francese. Lì incontra René Moreu, che lo incoraggiò a entrare nel team Vaillant.

### Vaillant
Studioso e appassionato di storia, Jean Ollivier fu uno dei principali sceneggiatori del giornale Vaillant. Nella sua prima collaborazione si ispirò al mito arturiano; nel 1947 assume la direzione della serie Yves le Loup con René Bastard al disegno, serie che porterà avanti fino al 1965.
Con Roger Lécureux, divenne uno dei pilastri del giornale, al punto da diventarne il caporedattore dal 1949 al 1958. Il personaggio di P'tit Joc fu creato con André Joy nel 1952. Nel 1955 crea con Eduardo Coelho la serie Ragnar, su un tema che si rivelerà ricorrente per tutta la sua carriera: il mondo dei vichinghi. Fu anche l'inizio di una lunga collaborazione con il fumettista portoghese che sarebbe durata fino alla fine di Pif Gadget.
Con il passaggio da Vaillant a Pif Gadget nel 1969, Jean Ollivier creò nuove serie da adattare al formato delle storie complete. Così Loup Noir inizia quello stesso anno con Kline. Incontrò il successo con la serie Docteur Justice disegnata da Marcello nel 1970.

### Autore di letteratura per ragazzi
Parallelamente alla sua attività nel campo dei fumetti, Jean Ollivier fu autore di libri per ragazzi. Pubblico presso Éditions La Farandole dove, con il collega René Moreu come illustratore, contribuì alla reputazione di qualità di questa casa editrice. Per Les Saltimbanques è stato incluso nella Selezione dei migliori libri 1962, istituita dal "Comité des expositions du livre et des Arts Graphiques", e nel 1964 nella "Runner-Up List " dell'International Board on Books for Young People (IBBY).
Pubblicò anche un romanzo per ragazzi, Colin Lantier, con La Farandole. Negli anni 1950 Jean Ollivier pubblicò, in italiano sulla rivista italiana "Il Pioniere", una storia in più puntate dal titolo: Ivorio e il lupo.
Nello stesso gruppo editoriale, Pif/La Farandole e Messidor/La Farandole, fu sceneggiatore di libri che raccontano la Rivoluzione francese a fumetti.

## Opere

### Serie di fumetti come scrittore
- Yves le Loup (represa), con René Bastard (1947-1960 e 1962-1965) e Eduardo Coelho (1960-1961)
- Capitaine Cormoran con Lucien Nortier (1948-1950), poi Paul Gillon (1954-1959)
- Jean et Jeannette con Jacques Souriau (1950)
- P'tit Joc con André Joy (1952-1953), poi con Juan B. Miguel Muñoz (1958-1960) et Claude-Henri (1961-1962)
- Ragnar le Viking con Eduardo Coelho (1955-1969)
- Jacques Flash con Pierre Le Guen (1957-1959) poi Gérald Forton (1960-1961)
- Wango con Eduardo Coelho (1957)
- Davy Crockett con Eduardo Coelho (1957), poi Kline (1960-1968)
- Robin hood con Lucien Nortier, Christian Gaty e Charlie Kiéfer (1965-1969) poi con Eduardo Coelho (1969-1975)
- Loup Noir con Kline (1969-2005)
- Docteur Justice con Marcello (1970-1993), poi con François Corteggiani (co-sceneggiatore) e Emanuele Barison (2004)
- Le Furet con Eduardo Coelho (1975-1976)
- Erik le Rouge con Eduardo Coelho (1976-1977)
- (de) Gerfried  con Eduardo Coelho (1977-1981)
- (de) Peter Horn con Kline (1977-?)
- (de) Thomas, der Trommler, con Josep Gual (1978-?)
- Ayak con Eduardo Coelho (1979-1984)
- Vélodétectives con José de Huéscar (1981)
- Yvain con José de Huéscar (1983-1984)
- Cogan con Marcello (1983), poi Christian Gaty (1983-1993)
- Blackstar avec Christian Gaty (1985)
- Barbe-Rouge (reprise) con Christian Gaty (1987-1997)
  - La Cité de la mort, Edizioni Novedi, 1987
  - Pirates en mer des Indes, Alpen Publishers, 1991[9]
  - La Fiancée du grand Moghol, Alpen Publishers, 1991[10]
  - La Flibustière du «Sans Pitié», Dargaud, 1993
  - À Nous la Tortue, Dargaud, 1995[11]
  - L'Or et la gloire, Dargaud, 1996[12]
  - La Guerre des pirates, Dargaud, 1997[13]
- Padraig  con Max Lenvers (2 volumi pubblicati dopo la sua morte).

### Serie a fumetti pubblicata in piccolo formato
- Marco Polo con Enzo Chiomenti (1959-1987)
- Perceval con René Bastard, più Santo D'Amico (1959-1963)
- Ivanhoé con Otellio Scarpelli, José Riera e René Bastard (1960-1988)
- Lancelot con Francey, José Riera, Otellio Scarpelli, più Santo D'Amico (1961-1987)
- Biorn le Viking con Eduardo Coelho (1962-1968)
- Chevalier Bayard con Daniel Martin (1964-1965)
- Cartouche con Eduardo Coelho (1964-1966)
- Thierry la Fronde con Alberto Salinas e Sergio Tarquinio (1964-1966)
- Puma Noir  con Joseph Garcia (1968-1986)
- Sylver des Collines (scrittore occasionale) con Tito Marchioro
- Dan Panther (scrittore occasionale) con Santo D'Amico et Roberto Diso

### Adattamenti dei fumetti
- Til Ulenspiegel con Eduardo Coelho (1956), basato su Charles de Coster
- Gavroche con André Chéret (1979), basato sul personaggio di Victor Hugo.
- Il Libbro della giungla con José de Huéscar (1982), basato su Rudyard Kipling.
- Moby Dick con Paul Gillon (1982), dopo Herman Melville.
- Zanna Bianca con Sonk, d'après Jack London.
  1. Zanna Bianca, 1984
  2. Il tempo dell’odio, 1985
  3. La Terra del sud, 1986

### Fumetti didattici
- Partecipazione alle collezioni Larousse:
  1. Histoire de la France en bandes dessinées con Eduardo Coelho, Raymond Poïvet e Jaime Marzal Canos (1976-1978)
  2. La Découverte du monde en bandes dessinées con Eduardo Coelho e José Bielsa (1978-1980)
  3. Histoire du Far-West con Marcello, Paolo Eleuteri Serpieri, Christian Gaty e Paolo Ongaro (1980-1982)
- Rossignol un citoyen de la Révolution con Christian Gaty, Édizioni Messidor / La Farandole, 1988
- Noël et Marie, con François Corteggiani (co-sceneggiatore) et Jean-Yves Mitton (disegni),Edizione Messidor / La Farandole[14]:
  1. Deux enfants dans la Révolution française, mars 1989.
  2. La Patrie en danger, juin 1789.
  3. Valmy 1792, août 1989.

### Fumetti Vari
- Rouge et Or con Raymond Poïvet (1949)
- Jojo des rues con André Joy (1956)
- Ryan l’Irlandais con André Joy (1969)
- Le Cas Landru con Jean-Paul Decoudun, 1969
- Raspoutine con M. Guy, 1969
- Découvreurs d’étoiles avec Christian Gaty (1982)
- La Mémoire des Celtes avec Eduardo Coelho, 2 vol, 1985-1986
- Fils du Dragon avec Pierre Dupuis (pubblicato in Vécu nel 1986)
- Le Trésor du San Lago, avec Christian Gaty (pubblicato in Vécu nel 1986)
- Chasseurs d'or avec André Juillard, 1987
- Chasseurs d'or (pubblicato in Pif gadgetcon il titolo La Ruée vers l'or nel 1982)
- Cœur de gris
- Le Bâtard de Vénus (con lo pseudonimo di Maraud) avec José de Huéscar (con lo speudonimo di Garvi), 1987
- François Villon, Une vie dissolue (con lo pseudonimo di Maraud) avec Theophraste, 1987
- La Nuit barbare avec Marcello, 1988 (pubblicato in L'Écho des savanes).

## Libri

### Realizzati con René Moreu, edito da La Farandole
- Les ruses de Renard, serie "Mille images", 1956
- Si le marais parlait, serie "Mille images", 1956
- Aux Quatre coins du pré, serie "Mille images", 1958
- Quand la neige tombe, serie "Mille images", 1959
- Au bord de la mer, serie "Mille images", 1961
- Les Saltimbanques, serie "Jour de fête", 1962
- Là-haut sur la montagne, serie "Mille images", 1964
- Aventures des quatre mers, serie "Jour de fête", 1964
- Au pays des Indiens, serie "Jour de fête", 1966
- Qui donc est Boomj, opera teatrale in atti, serie "Jour de fête", 1974

### Altro
- Chasse-Marée boucanier con Marcel Tillard, Les Impressions Rapides, 1954
- «Plume blanche le vantard», conte extrait de 21 contes racontés aux enfants, e con René Moreu, édizioni Vaillant, 1963
- J'apprends à connaître le bord de la mer avec Nicole Hosxe, édizioni Odege, 1970
- «Le Faiseur de pluie», racconto tratto da 15 Histoires d'Indiens,, con Jacques Pecnard, coll. "Série 15", édizioni Gautier-Languereau, 1971 (?)
- Robin Hood con Paul Durand, édizioni G.P., 1974
- Série Des Héros et des Dieux con Paul Durand, édizioni G.P.:
  1. Le Marteau de Thor (+ Les Ruses de Loki et L'Épée de Sigmund), 1974
  2. Le Chaudron d'or, 1975
  3. Le Voleur de Feu, 1975
- L'Amérique, nous voilà!![15] con Paul Durand, edizioni G.P, 1976
- Vikings, Conquérants de la mer[16] con Eduardo Coelho, edizioni La Farandole, 1975
- J'étais enfant aux temps vikings[17] con Eduardo Coelho, edizioni du Sorbier, 1982
- Une Colonie viking au Groenland[18] con Eduardo Coelho, edizioni Albin Michel jeunesse, 1985
- Les Gaulois et le monde celte con Éric Albert, coll. "Nouvelle encyclopédie", Nathan, 1989

## Romanzi

### Edizioni La Farandole
- Colin Lantier con Daniel Billon, serie "Mille épisodes" (per ragazzi 10-14 ans), 1957
- Pik-Ouik mon copain...[19] con Yvon Le Roy, serie "8, 9, 10, Farandole en poche", 1978
- Debout les Jacques![20], 1983
- Et l'Amérique découvrit Christophe Colomb[21], adattato da Francine Michard et Francisco Rivero, 1991
- Le Dragon Bonaventure con Isabelle Chatellard[22], seride "Farandole en poche", 1993 (?)

### Edizioni G.P
- Le Mercure d'or con Pierre Le Guen, serie "Rouge et Or Dauphine", 1957
- La Vallée des éponges con Pierre Le Guen, serie "Rouge et Or Dauphine", 1958
- Deux Oiseaux ont disparu con Pierre Le Guen, serie "Rouge et Or Souveraine", 1960
- *Ripubblicato da Odege en 1969 con disegni di Monique Gorde.
- L'Aventure viking con Pierre Le Guen, serie "Spirale", 1961
- Indiens et Vikings con Pierre Le Guen, serie "Spirale", 1961
- Le Gang des antiquaires con Michel Jouin, serie "Aventures", 1967
- L'Or du banc d'argent con Michel Jouin, serie "Aventures", 1968
- Surcouf, roi de la course[23] con Michel Jouin, serie "Olympic", 1969
- *Ristampa condensata nella collana "Spirale" nel 1976 con disegni di Jean Retailleau[24]
- Le Gentilhomme du Sud con François Dupuis, serie "Olympic", 1971

### Edizioni Odege
- Grappin d'or avec Tedesco, 1965
- Guillaume le Conquérant con Daniel Billon, 1969
- Histoires du gaillard d'avant con Paul Durand, 1971
  - Ripubblicato da Gallimard Jeunesse nel1984 con disegni di Gilbert Maurel.
- Histoires de la lande et de la brume con Paul Durand, 1972
  - Ripubblicato da Chardon Bleu en 1988 con disegni di Philippe Pauzin.

### Edizioni Casterman
Série Les Aventures de Jeremy Brand :
1. Le Cri du kookabura[25] con Christophe Blain, 1995 (ristampato nel 2008 con una nuova copertina)
2. La Chasse au merle con Christophe Blain, 1997[26]
3. L'Or des montagnes bleues[27] con Matthieu Bonhomme, 2001 (riedito nel 2008 con una nuova copertina di Ch. Blain)

### Stampe della Città
Serie Oro, Amore e Gloria, Serie Storica e Avventure:
1. Ce Vent qui vient de la mer, 2001
2. Un Cadet de flibuste, 2002
3. La Castille d'Or, 2002
4. Les Galions de Manille, 2003
5. Capitaine Lescop, 2004

### Altri
- L'Évadé de l'île de Groix con Jean Krillé, Jeunesse héroïque nº66, collezione "France d'Abord", Les Éditeurs Réunis, 1946(?)
- Une Caméra dans le Vercors, con André Joy, Jeunesse héroïque nº73, collezione "France d'Abord", Les Éditeurs Réunis, 1946(?)
- Le Cavalier des Andes con André Joy, Jeunesse héroïque nº88, collezione "France d'Abord", Les Éditeurs Réunis, 1946(?)
- Capitaine Cormoran Corsaire (sotto lo pseudonimo di Jean Leroy) con ?, Éditions Au Rendez-Vous de l'Aventure, 1967
- Visa pour Djedda con ?, collezione "Aventures Pocket", Pocket, 1969
- Opération diamants con ?,collezione "Aventures Pocket", Pocket, 1969
- Les Flibustiers de "l'Arbalète" con Enric Sio, collezione "Aux quatre coins du temps", Bordas, 1978
- Récits des mers du Sud con Christopher Smith, collezione "Aux quatre coins du temps", Bordas, 1982
- Une Grande expédition viking con Eduardo Coelho, collezione "Le Monde en Poche", éditions Nathan, 1985
- Héros de la résistance con Yves Beaujard, collezione"Le Monde en Poche", Nathan, 1988
- Histoires de la lande et de la nuit con Philippe Pauzin, Chardon Bleu, 1988
- Jacques Cartier et la découverte du Canada con Jean-Marie Le Faou, collezione "Le Monde en Poche", Nathan, 1989
- 21 janvier 1793 - Louis XVI le roi guillotiné con Pascal Remy, collezione "Les Tournants de l'Histoire du monde", Hachette, 1989
- Le Pirate du Mississippi con Luc Weissmüller, collezione "Bibliothèque verte", Hachette Jeunesse, 1992
- Le Viking du dernier rivage con Eduardo Coelho, collezione "Histoires d'Histoire", Hatier, 1993

### Vari
- ·Les Mascottes du Tahiti-Nui di Jaime Bustos Mandiola, collezione "Rouge et Or", Éditions G.P., 1959 o Appendice di Jean Ollivier che ripercorre la di Éric de Bisschop
- L'Or - Histoires de l'or des Incas à nos jours, collezione "LF Document", Edizione La Farandole, 1987
- Alexandre Œxmelin, L'Âge d'or de la flibuste, Edizione Messidor, 1987

## Premi e riconoscimenti

### Premi
- Grand Prix Enfance du Monde al 2e Salon de l'Enfance per Deux Oiseaux ont disparu (disegni di Pierre Le Guen), nel 1960.
- Grand Prix de Littérature au 3e Salon de l'Enfance pour L'Aventure viking (disegni de Pierre Le Guen), en 1961.
- (internazionale) «Runner-Up List» 1964, de l'IBBY, pour Les Saltimbanques, illustrazioni de René Moreu
- Prix Phénix (avec Eduardo Coelho) dper il miglior fumetto realistico e d'avventura per Ragnar le Viking, assegnato dalla Société française de la Bande dessinée (Francia) nel 1969.
- Prix Korrigan per Le Chaudron d'or (disegni di Paul Durand) en 1975.
- Prix Jean Macé (con Eduardo Coelho) per Vikings, Conquérants de la mer, assegnato dalla Ligue de l'enseignement nel 1976.
- Sélection Prix du patrimoine, Festival d'Angoulême 2005, per Ragnar de Eduardo Teixeira Coelho e Jean Ollivier

### Premi collettivi
- Prix Haga per la migliore raccolta di fumetti perr L'Histoire de France en bandes dessinées al 5° Salone Nazionale del Fumetto di Tolosa nel 1977.
- Prix Alfred per la promozione del fumetto per la raccolta  La Découverte du Monde en bandes dessinées[28] al 7º Salone internazionale del fumetto di Angoulême nel 1980.

## Allegati

### Biografia dell’autore e sua opera
- Jean-Luc Lantenois (intervista a Jean Ollivier), «Le trait qui libère, Jean Ollivier, scénariste de bandes dessinées, et humaniste dans l'âme», dans L'Humanité, 29 décembre 1987.
- Intervista con Jean Ollivier, dans Europe, aprile 1989.
- «Capitaine Cormoran», Articolo e bibliografia (Louis Cance) dans Hop! nº61, 1993.
- Patrick Gaumer, Ollivier, Jean (Yves, dit), in Dictionnaire mondial de la BD, Paris, Larousse, 2010[29], p. 640.
- Richard Medioni, «Docteur Justice», dans Pif Gadget, La véritable histoire des origines à 1973, Edizioni Vaillant collector, 2003.
- Patrick Apel-Muller, «Docteur Justice pleure la morte di Jean Ollivier», dans l'Humanité, 5 janvier 2006.
- «Jean Ollivier, scrittore di fumetti»,Le monde.fr, 11 gennaio 2006 (leggi online [archivio]) e Necrologio di 42 righe su Jean Ollivier, Le Monde, 12 gennaio 2006
- Bernard Épin, «Mention particulière», rubrica Les lecteurs en direct, lettera pubblicata su l'Humanité, 26 gennaio 2006.
- Hervé Cultru, «Jean Ollivier», in Vaillant, 1942-1969 la véritable histoire d'un journal mythique, chap. 12: Le passé recomposé, Edizione Vaillant collector, 2006.
- Gilles Ratier & Laurent Turpin, «"P’tit Joc" d’André Joy et Jean Ollivier»[30], in Le Coin du patrimoine BD, su BDzoom.com, 28 aprile 2009.
- Christophe Quillien,«Histoire, histoires: les aventures d'Yvain», dans Pif Gadget: 50 ans d'humour, d'aventure et de BD[31], Hors Collection, octobre 2018, p. 216-217.
- Dossier Jean Ollivier, in Hop! nº148, nº150, nº152, nº154, nº156, nº158, 2016-18.
- Intervista (montaggio di interviste realizzate tra gennaio 2000 e febbraio 2005) a Georges Simonian,, José Tardieux e Gérard Thomassian.
- Bibliografia di Louis Cance e José Tardieux.
- Henri Filippini, «Je me souviens de Jean Ollivier», dBD, no 35, agosto 2009, p. 94-95.

### Pagine Esterne
- Risorse per fumetti: BD Gest' - (mul) INDUCKS - en + nl) Lambiek Comiclopedia
- Risorse audiovisive: (en) Internet Movie Database
- Articolo dell'autore [archive], su ActuaBD.com
- Sito weeb sulla série Dr Justice [archive]
- Pubblicazioni in Vaillant e Pif gadget [archive], su BDOubliées.com
- Pubblicazioni dans Vécu Archiviato il 30 settembre 2022 in Internet Archive. [archive], su BDOubliées.com
- Bibliografia dei romanzi [archive], su Bibliopoche.com
- Bibliografia dei fumetti [archive], su Bédéthèque.com